# کارمل هایلندز (کالیفرنیا)
کارمل هایلندز (به انگلیسی: Carmel Highlands) یک محدوده ثبت‌نشده در ایالات متحده آمریکا است که در شهرستان مونتری، کالیفرنیا واقع شده‌است. کارمل هایلندز ۹۷ متر بالاتر از سطح دریاست.